# The Feudal Debt
The Feudal Debt è un cortometraggio muto del 1912 scritto e diretto da Thomas Ricketts (Tom Ricketts).

## Trama
Nel Kentucky, una faida divide due giovani innamorati che appartengono a due famiglie rivali.

## Produzione
Il film fu prodotto dalla Nestor Film Company.

## Distribuzione
Distribuito dalla Motion Picture Distributors and Sales Company, il film - un cortometraggio di una bobina - uscì nelle sale cinematografiche USA il 18 marzo 1912.